# 親衛隊第20師
親衛隊第20武裝擲彈兵師（愛沙尼亞第1師）（德語：20. Waffen-Grenadier-Division der SS (estnische Nr. 1)）是納粹德國武裝親衛隊的一個步兵師，由愛沙尼亞志願者組成，於二戰末期投入東線戰事，參加過納爾瓦戰役、坦能堡防線戰役、塔爾圖攻勢、維斯瓦河-奧德河攻勢和上西西里亞進攻行動等主要戰鬥，並曾實施多起戰爭犯罪。戰後，多數成員因被判為應徵入伍、而非被判為犯罪組織的武裝親衛隊之志願者，故除數人因戰爭罪行起訴外而未受到處罰。